# Qingattus wulan
 (juillet 2024).
Genre
Espèce
Qingattus wulan, unique représentant du genre Qingattus, est une espèce d'araignées aranéomorphes de la famille des Salticidae.

## Distribution
Cette espèce est endémique de Chine. Elle se rencontre au Guangdong et à Chongqing.

## Description
La carapace du mâle holotype mesure 1,13 mm de long sur 0,80 mm et l'abdomen 1,05 mm de long sur 0,64 mm et la carapace de la femelle paratype 1,24 mm de long sur 0,79 mm et l'abdomen 1,22 mm de long sur 0,82 mm.

## Systématique et taxinomie
Cette espèce a été décrite par Yang, Wang et Zhang en 2024.
Ce genre a été décrit par Yang, Wang et Zhang en 2024 dans les Salticidae.

## Publication originale
(juillet 2024).
- Yang, Wang & Zhang, 2024 : « On a new genus and seven species of Chrysillini from China (Araneae: Salticidae: Salticinae). » Zootaxa, no 5477(2), p. 101-135.